# Yesü Möngke
Yesü Möngke (mort el 1252) fou kan de l'ulus de Txagatai Khan (vers 1246 /1247-1252). Era el cinquè fill de Txagatai Khan (mort el 1241 /1242) que al morir va deixar el seu ulus a Kara Hulagu (net de Txagatai, fill de Moetuken, mort al setge de Bamian), designat hereu amb autorització de Genguis Kan, que va ser kan del 1242 al 1246 en què fou deposat pel gran kan Guyuk, que pensava que no era natural nomenar hereu a un net quan hi havia fills vius, i el poder fou concedit al seu oncle Yesu Mongke, que era amic personal de Guyuk, i que fou kan del 1246 al 1252.
Llavors fou acusat de conspirar contra el nou gran kan Mongke (donava suport al ogodeïdes) i deposat, i Kara Hulagu va poder tornar a la direcció dels afers.
Sota Yesu Mongke fou visir o ministre principal Baha al-Din Marghinani, descendent d'una família de caps religiosos de la Vall de Ferganà i amic de joventut del kan; un altre musulmà, Habash Amid era el seu "pare alimentari" (tot i ser un fidel de Kara Hulagu conservava aquest lloc des del temps de Txagatai); des dels seus càrrec van afavorir en certa manera a l'islam. Fou també amic de Djuwayni.
Kara Hulagu va rebre el nomenament i l'encàrrec d'executar a Yesu Mongke, però no va sobreviure al viatge de retorn al seu país i l'execució la va haver de dirigir la seva vídua Orkina (Orghana), que regnava en nom del seu marit, i que sembla que va afavorir els musulmans; en aquest temps la seva autoritat no passava de la vall del riu Ili. Segons Guillem de Robrouck en aquest temps l'imperi estava dividit de fet entre Batu Khan i Mongke, sent la divisòria entre ambdós una línia entre el riu Talas i el riu Txu, i els petits feus interns eren només terres de pastures amb organització tribal i no verdaders estats organitzats; Masud Beg era governador per compte del gran kan però amb l'acord de Batu Khan, dels territoris entre Besh Baligh i Coràsmia.